# Lesław Dziuba
Lesław Dziuba (ur. 29 lipca 1960 w Piotrkowie Trybunalskim) – polski piłkarz ręczny, prawy rozgrywający, brązowy medalista Mistrzostw Świata w 1982, dwukrotny mistrz Polski (1982, 1983).

## Kariera sportowa

### Kariera klubowa
Był wychowankiem Piotrcovii Piotrków, w której barwach zaczął występować w wieku 15 lat. W 1975 zdobył wicemistrzostwo Polski juniorów, w 1977 wywalczył awans do II ligi, w 1979 awans do ekstraklasy, jednak jego drużyna zajęła w sezonie 1979/1980 ostatnie miejsce w lidze.
W 1980 został powołany do zasadniczej służby wojskowej i w grudniu tego roku został zawodnikiem Śląska Wrocław. Z wrocławskim zespołem zdobył w 1981 brązowy medal mistrzostw Polski, w 1982 mistrzostwo Polski, w 1981 i 1982 Puchar Polski.
Od 1982 do 1988 występował w Anilanie Łódź, w barwach której wywalczył mistrzostwo Polski w 1983, czterokrotnie wicemistrzostwo Polski (1984, 1985, 1986, 1987) a także czterokrotnie z rzędu tytuł króla strzelców ligi (1985 - 317 bramek, 1986 - 156 bramek, 1987 - 365 bramki, 1988 - 264 bramki). W latach 1988–1992 grał w szwedzkiej drużynie IF Saab Linköping, zdobywając z nią wicemistrzostwo Szwecji w 1990. Jego kolejnym klubem był SV Post Telekom Schwerin (1992-1998), gdzie jego trenerem w latach 1993-1996 był Zenon Łakomy. W 1998 powrócił do Polski, okazyjnie grał jeszcze w KS Aluminium Konin (2001-2003), gdzie był także trenerem wspomagającym i kierownikiem drużyny.

### Kariera reprezentacyjna
Z reprezentacją Polski juniorów wystąpił w 1978 na Młodzieżowych Zawodach Przyjaźni, zajmując 3. miejsce. W reprezentacji Polski seniorów debiutował 13 grudnia 1979 w towarzyskim spotkaniu z Czechosłowacją. Jego największym sukcesem w karierze był brązowy medal mistrzostw świata w 1982, wystąpił także na zawodach Przyjaźń-84, zdobywając brązowy medal, mistrzostwach świata w 1986 (14 miejsce) i 1990 (11 miejsce), a także Igrzyskach Dobrej Woli w 1986 (5 miejsce). Ostatni raz w reprezentacji Polski wystąpił 9 marca 1990 w meczu mistrzostw świata z Koreą Południową. Łącznie w biało-czerwonych barwach zagrał 148 razy zdobywając 472 bramki.
Dwukrotnie wystąpił z reprezentacją Wojska Polskiego na Mistrzostwach Armii Zaprzyjaźnionych. W 1981 zajął z drużyną 6. miejsce, w 1986 zwyciężył w tych zawodach.
W 1993 otrzymał Diamentową Odznakę ZPRP.